# 543. pehotni polk (Wehrmacht)
Za druge 543. polke glejte 543. polk.
543. pehotni polk (izvirno nemško Infanterie-Regiment 543) je bil eden izmed pehotnih polkov v sestavi redne nemške kopenske vojske med drugo svetovno vojno.

## Zgodovina
Ustanovljen je bil 22. maja 1940 kot enota 10. vala iz nadomestnih čet WK VI ter dodeljen 272. pehotni diviziji.
22. junija 1940 je bil v Groß-Bornu formiran polk. 19. julija 1940 je bil polk razpuščen zaradi hitrega zaključka francoske kampanje; čete so bile vrnjene k izvirnim enotam.
Polk je bil ponovno ustanovljen 27. januarja 1942 kot Rheingold polk WK XVIII na vadbišču Döllersheim in dodeljen 387. pehotni diviziji.
15. oktobra istega leta je bil polk preimenovan v 543. grenadirski polk.